# Maatschappelijke onderneming
Een maatschappelijke onderneming is een Nederlandse term voor semi-publieke organisaties met een maatschappelijke doelstelling die op bedrijfsmatige wijze diensten aanbieden. Met deze term worden vooral scholen, verzorgings- en verpleeghuizen en woningcorporaties aangeduid. Essentieel kenmerk; het zijn not for profit organisaties en elke mogelijke waardeontwikkeling wordt 100% ingezet voor het maatschappelijke doel, blijft dus in de stichting en er mag wettelijk niets van worden uitgekeerd.

## Achtergrond
In een verzuilde samenleving waren de talloze vaak kleinschalige verenigingen op natuurlijke wijze lokaal verankerd. Los van het feit dat de term ‘maatschappelijke onderneming’ toen nog niet werd gebruikt was ook de vraag ‘van wie de maatschappelijke onderneming was’ niet aan de orde. Gebruikers waren lid en bezochten de algemene ledenvergadering waar het beleid werd goedgekeurd. Het bestuur werd gevormd door ‘onze mensen’. Toen de overheid besloot een publiek belang te hechten aan de activiteiten van zulke verenigingen en die ging subsidiëren, kwam een vloedgolf aan regels tot stand. De (beleids)verantwoordelijkheid verschoof van het middenveld naar de overheid en leidde een periode van verstatelijking in. De verankering bleef in de periode van de verstatelijking wel in stand maar had in essentie steeds minder betekenis. Door de grote hoeveelheid, vaak gedetailleerde, regels hadden besturen nauwelijks beleidsruimte en dus hadden de leden op hun beurt nog nauwelijks enige invloed. 
Medio jaren negentig begon de overheid zich terug te trekken en hervonden de verstatelijkte en aan subsidie verslaafde uitvoerders van overheidsbeleid zich langzaamaan als maatschappelijke ondernemingen. In wisselend tempo en in verschillende maatvoering kwam het einde van de verstatelijking in de naoorlogse jaren steeds meer in zicht. Met ontwikkelingen als de ontzuiling, de professionalisering van bestuur, schaalvergroting en de omzetting van veel verenigingen naar stichtingen, ging de natuurlijke binding tussen de organisaties en de mensen waarvoor die werkten, verloren. De maatschappelijke ondernemingen raakten los van hun ankers en bleven verweesd in de samenleving achter. Dat probleem stond centraal in het vele denkwerk dat hierover vanaf halverwege de jaren negentig tot en met het eerste decennium van deze eeuw is verricht.

## Voorstel rechtsvorm
In het regeerakkoord van het kabinet-Balkenende IV (CDA, PvdA en ChristenUnie) was het voorstel opgenomen om de rechtsvorm van een maatschappelijke onderneming in te voeren. Het regeerakkoord bevatte de volgende afspraak: ‘Bij de invulling van overheidszorg en publieke voorzieningen wordt zoveel mogelijk ruimte gelaten voor maatschappelijke betrokkenheid en eigen initiatief. In dat kader wordt de rechtsvorm van een maatschappelijke onderneming ingevoerd.’ Het idee achter deze nieuwe rechtsvorm was onder meer om de mogelijke inspraak en invloed van de belanghebbenden steviger te verankeren dan in sommige rechtsvormen, zoals bij stichtingen of verenigingen het geval is.
In juli 2009, in navolging van het regeerakkoord, diende  de Minister van Justitie een wetsvoorstel voor de maatschappelijke onderneming in. Het wetsvoorstel stond een aanpassing van het het burgerlijk wetboek voor, waarbij ondernemingen die de rechtspersoonlijkheid van een vereniging of stichting hebben, de keuze kunnen maken voor een specifieke vorm daarvan, namelijk voor een modaliteit. Blijkens de Memorie van Toelichting (MvT) beoogt het voorstel ‘bepalingen te introduceren die geschikt zijn om vorm te geven aan het bestuur van scholen, zorginstellingen, woningcorporaties en andere instellingen in de semipublieke sfeer, op een wijze die garanties bevat voor kwalitatief hoogwaardig bestuur en voor verantwoording aan belanghebbenden en die hen desgewenst in staat stelt zich op een maatschappelijk verantwoorde wijze ondernemend op te stellen’.
In 2013 werd het wetsvoorstel dat op onvoldoende parlementaire steun kon rekenen ingetrokken door het kabinet-Rutte II.